# Anampses cuvier

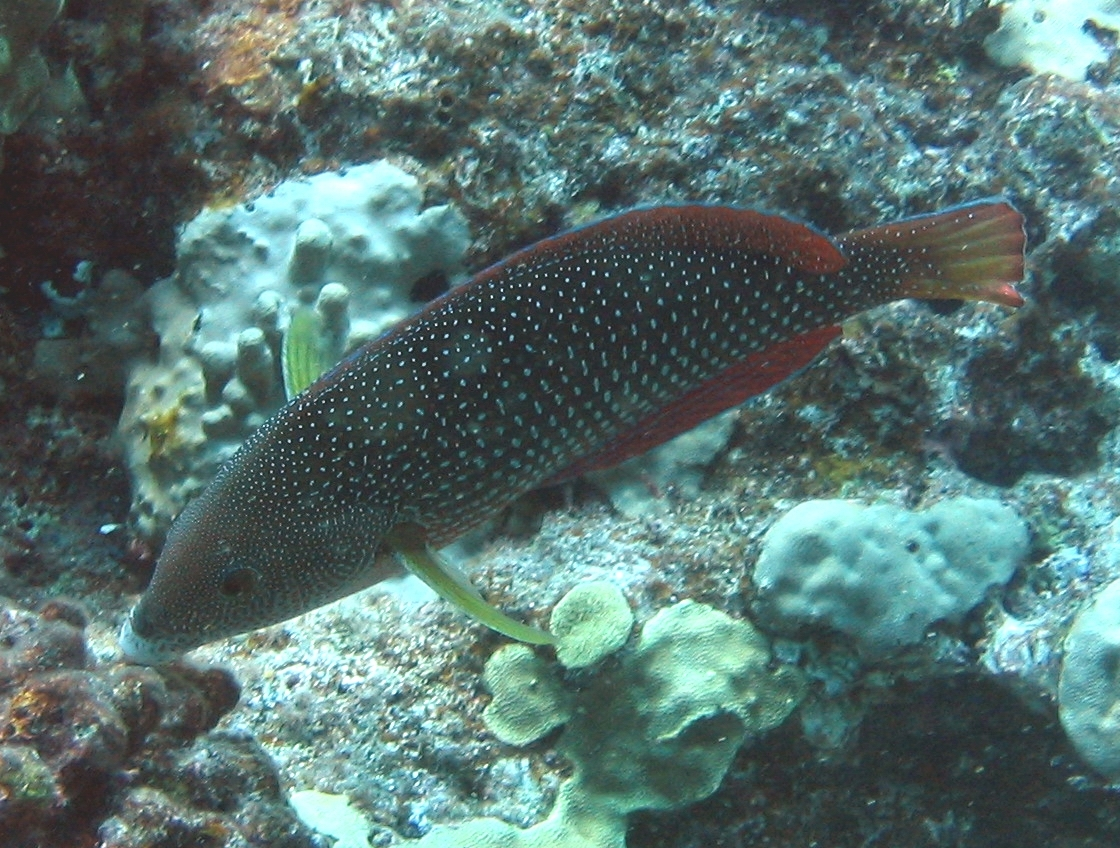
Exemplar fotografiat al nord-oest de les Illes Hawaii.

 Anampses cuvier és una espècie de peix de la família dels làbrids i de l'ordre dels perciformes que es troba a les Illes Hawaii.
Els mascles poden assolir els 31 cm de longitud total.